# Boo Hoo
Boo Hoo – trzeci album studyjny amerykańskiego artysty rockowego Voltaire’a, wydany 14 maja 2002 roku przez Projekt Records.
Na albumie znajduje się utwór Brains! napisany na zamówienie Cartoon Network do odcinka Little Rock of Horrors (w Polsce jako Kamyk na nieszczęście) serialu Mroczne przygody Billy’ego i Mandy oraz dwa covery: Bachelor(ette) z repertuaru Björk (w oryginale jako Bachelorette z nieco innym tekstem) i Caught a Lite Sneeze z repertuaru Tori Amos.
Utwory Brains!, The Vampire Club i Graveyard Picnic znalazły się później na albumie z największymi przebojami Voltaire’a Deady Sings!. Utwory Brains! i Vampire Club w wersji na żywo pojawiły się na albumie Live!.

## Lista utworów
1. "Future Ex Girlfriend"
2. "I'm Sorry"
3. "#1 Fan"
4. "Where's the Girl?"
5. "See You in Hell"
6. "Bachelor(ette)"
7. "Hello Cruel World"
8. "Irresponsible"
9. "The Vampire Club"
10. "Brains!"
11. "Graveyard Picnic"
12. "... About a Girl"
13. "Let It Go"
14. "Caught a Lite Sneeze"

## Wykonawcy
- Voltaire – wokal, gitara akustyczna
- Gregor Kitzis – skrzypce
- Matthew Goeke – wiolonczela
- George Grant – gitara basowa, wokal
- Stephen Moses: perkusja, puzon

Dodatkowo w utworze Caught a Lite Sneeze:
- Mary Bob – pianino
- Pete Rivera – perkusja